# Пикколомини, Франческо
Франческо Пикколомини (итал. Francesco Piccolomini; 12 октября 1582, Сиена — 17 июня 1651, Рим) — Генерал Общества Иисуса в 1649—1651 годах.

## Биография
Родился в 1582 году в знатной семье, давшей католическому миру двух римских пап (Пий II и Пий III). Пикколомини вырос во Флоренции. Он вступил в ряды иезуитов 26 января 1610 года, а затем преподавал философию в Римской коллегии (ныне Папский Григорианский университет). После этого по настоянию Муцио Вителлески он стал генеральным секретарём ордена иезуитов. 21 декабря 1649 года был назначен Генералом Общества Христа, однако в этой должности Пикколомини пробыл всего полтора года, скончавшись в июне 1651 года в возрасте 69 лет.